# 水南站 (咸镜北道)
水南站（韓語：수남역）是朝鮮民主主義人民共和國咸镜北道清津市水南区域的一個鐵路車站，属于平罗线。

## 邻近车站
平羅線
松坪站 - 水南站 - 清津青年站